# Liste der denkmalgeschützten Objekte in Lom
Grundlage dieser Liste der denkmalgeschützten Objekte in Lom ist die ÚSKP-Liste (Ústřední seznam kulturních památek České republiky, deutsch Zentrale Liste der Kulturdenkmäler der Tschechischen Republik), die von der tschechischen Denkmalschutzbehörde NPÚ (Národní památkový ústav, deutsch Nationale Denkmalbehörde) seit 1987 geführt wird und an die seit dem Jahr 1850 geschaffenen Listen anschließt.

## Lom(Bruch)
| Lage                                                             | Objekt                                                                            | Beschreibung | ÚSKP-Nr.                  | Bild                                                                              |
| ---------------------------------------------------------------- | --------------------------------------------------------------------------------- | --- | ------------------------- | --------------------------------------------------------------------------------- |
| Lom, náměstí Republiky (Standort)                                | Herz-Jesu-Kirche                                                                  | Kirche des Heiligsten Herzens Jesu | 49079/5-5798 Info Katalog | weitere Bilder                                                                    |
| Lom, vor der Herz-Jesu-Kirche (Standort)                         | Denkmal für die Opfer der Konzentrationslager                                     | Denkmal für die Opfer der Konzentrationslager (Auschwitz-Dachau-Mauthausen) | 43495/5-367 Info Katalog  | Denkmal für die Opfer der Konzentrationslager                                     |
| Lom, náměstí Republiky 13/5, im Rathausgarten (Standort)         | Pestsäule                                                                         | Pestsäule, urspr. im Ort Louka an der Straße nach Litvínov | 43745/5-368 Info Katalog  | Pestsäule                                                                         |
| Lom, náměstí Republiky 13/5, im Rathausgarten (Standort)         | Sühnekreuz                                                                        | Sühnekreuz, urspr. in der Straße Palackého zwischen Nr. 6 und 392 | 101362 Info Katalog       | Sühnekreuz                                                                        |
| Lom, náměstí Republiky 13/5, im Rathausgarten (Standort)         | Sockel mit Relief                                                                 | Sockel mit Relief des hl. Georg | 103922 Info Katalog       | Sockel mit Relief                                                                 |
| Lom, náměstí Republiky 23/29 (Standort)                          | Haus Nr. 23                                                                       | Bürgerhaus (Post) | 44025/5-5330 Info Katalog | Haus Nr. 23                                                                       |
| Lom, náměstí Republiky 364/23 (Standort)                         | Haus Nr. 364                                                                      | Bürgerhaus | 44026/5-5331 Info Katalog | Haus Nr. 364                                                                      |
| Lom, Osecká 479/4 (Standort)                                     | Arbeiterhaus                                                                      | Gesellschaftshaus (Arbeiterhaus), ohne Klement-Gottwald-Denkmal | 43807/5-4877 Info Katalog | Arbeiterhaus                                                                      |
| Lom, Hornická (Standort)                                         | Bergarbeiter-Kolonie                                                              | Häuser in der Bergarbeiter-Kolonie Nr. 181, 182, 185, 186, 188, 189, 191-195, 281, 283–285, 287, 290–294, 296, 298, 300–302, 304, 306, 308, 309, 311, 314, 316, 318, 319, 322, 323, 325, 820, 825-830, 832, 834–840 | 42330/5-4876 Info Katalog | weitere Bilder                                                                    |
| Lom, Vrchlického (Standort)                                      | Dreifaltigkeitskapelle                                                            | Dreifaltigkeitskapelle | 11814/5-5797 Info Katalog | weitere Bilder                                                                    |
| Lom, Friedhof ()                                                 | Massengrab der Opfer vom Grubenunglück im Schacht „Koh-i-Noor“ (1932)             | Massengrab der Opfer vom Grubenunglück im Schacht „Koh-i-Noor“ (1932) | 43813/5-5014 Info Katalog |                                                                                   |
| Lom, Friedhof (Standort)                                         | Denkmal und Massengrab der Opfer vom Grubenunglück im Schacht „Koh-i-Noor“ (1946) | Denkmal und Massengrab der Opfer vom Grubenunglück im Schacht „Koh-i-Noor“ (1946) im nördlichen Teil des Friedhofs                                                                                                  | 84982/5-5332 Info Katalog | Denkmal und Massengrab der Opfer vom Grubenunglück im Schacht „Koh-i-Noor“ (1946) |
| Lom, Kreuzung Lesní / Tyršova stezka, Loučná (Ladung) (Standort) | Antonius-Kapelle                                                                  | Kapelle des hl. Antonius von Padua | 19766/5-5936 Info Katalog | Antonius-Kapelle                                                                  |
| Lom, Podkrušnohorská 73/6, Loučná (Standort)                     | Ehem. Gasthaus „Waldfrieden“                                                      | Ehem. Gasthaus „Waldfrieden“ | 43806/5-4875 Info Katalog | Ehem. Gasthaus „Waldfrieden“                                                      |